# Conyers Darcy (1er comte d'Holderness)
Conyers Darcy, 1er comte d'Holderness (24 janvier 1598/1599 – 14 juin 1689) est un noble britannique, créé comte d'Holderness en 1682. 

## Biographie
il est le fils de Conyers Darcy (7e baron Darcy de Knayth) et de Dorothy Belasyse. Il est baptisé le 24 janvier 1598/1599 à Kirkby Fleetham, dans le comté de York. 
Il épouse Grace Rokeby, fille de Thomas Rokeby, le 14 octobre 1616. Il hérite des titres de baron Darcy de Knayth, baron Conyers et baron Darcy de Meinhill à la mort de son père en 1654. Il est créé 1er comte de Holderness le 5 décembre 1682,.
Lord Holderness a deux enfants: 
- Conyers Darcy (2e comte d'Holderness) (c. 1621 / 1622-13 décembre 1692)
- Grace Darcy (v. 1633-1658); mariée à John Legard, 1er baronnet